# Wioślarstwo na Letnich Igrzyskach Olimpijskich 1908 – dwójka bez sternika
Wyścig dwójek bez sternika mężczyzn była jedną z konkurencji wioślarskich na Letnich Igrzyskach Olimpijskich 1908. Zawody odbyły się w dniach 28–31 lipca. W zawodach uczestniczyło 8 zawodników z 3 państw.
Zawodnicy rywalizowali na dystansie 1,5 mili.

## Wyniki

### Półfinały

#### Półfinał 1
| Miejsce | Dziobowy       | Rufowy         | Państwo         | Czas   |
| ------- | -------------- | -------------- | --------------- | ------ |
| 1       | John Fenning   | Gordon Thomson | Wielka Brytania | 9:46,0 |
| 2       | Frederick Toms | Norway Jackes  | Kanada          | B.D    |

#### Półfinał 2
| Miejsce | Dziobowy         | Rufowy        | Państwo              | Czas    |
| ------- | ---------------- | ------------- | -------------------- | ------- |
| 1       | George Fairbairn | Philip Verdon | Wielka Brytania      | 11:05,0 |
| 2       | Martin Stahnke   | Willy Düskow  | Cesarstwo Niemieckie | B.D     |

### Finał
| Miejsce | Dziobowy         | Rufowy         | Państwo         | Czas   |
| ------- | ---------------- | -------------- | --------------- | ------ |
| 1       | John Fenning     | Gordon Thomson | Wielka Brytania | 9:41,0 |
| 2       | George Fairbairn | Philip Verdon  | Wielka Brytania | B.D    |

## Klasyfikacja końcowa
| Miejsce | Dziobowy         | Rufowy         | Państwo              |
| ------- | ---------------- | -------------- | -------------------- |
| 1       | John Fenning     | Gordon Thomson | Wielka Brytania      |
| 2       | George Fairbairn | Philip Verdon  | Wielka Brytania      |
| 3       | Frederick Toms   | Norway Jackes  | Kanada               |
| 3       | Martin Stahnke   | Willy Düskow   | Cesarstwo Niemieckie |